# 花之天使的夏日戀歌
《花之天使的夏日戀歌》是SAGA PLANETS在2016年7月29日發售的戀愛冒險類型成人遊戲。2018年8月23日由Entergram發售PlayStation 4與PlayStation Vita版本。

## 故事簡介
齊須柾鷹所就讀的高中「聖加百列學園」有著被譽為「四大天使」的四名美少女，而其中的一位女孩美鳩夏乃對柾鷹抱持著好感，並每天向他示愛。之後柾鷹不斷被捲入跟四大天使有關的事件，並和她們的關係變得親密。

## 登場角色

### 主要角色
齊須柾鷹
作品男主角，聖加百列學園二年級生。年幼時曾遇見真正的天使，並得到了能辨別他人的善惡的能力。
美鳩夏乃（聲：宙白青）
名家的大小姐，聖加百列學園二年級生，和柾鷹是青梅竹馬，對柾鷹抱持好感，並且每天對柾鷹展開熱烈追求。不擅長讀書，喜歡看漫畫。
朱鷺坂七緒（聲：くすはらゆい）
黑髮少女，聖加百列學園二年級生，柾鷹的同班同學，和夏乃是好朋友。性格冷淡，當對眼前的事物沒興趣時便會開始玩手機。
阿德爾海特·馮·貝格施特拉瑟（聲：秋野花）
中歐的小國貝格施特拉瑟公國的公主，由歐洲前來日本留學，就讀聖加百列學園一年級。有著如同天使般的美聲。性格慵懶且喜歡睡覺。
椿姬戀羽（聲：大堂茉莉）
聖加百列學園三年級生，柾鷹的學姐。由修道院撫養長大。飼養一隻名為摩西的鼯鼠。

### 其他角色
齊須莉玖（聲：小鳥居夕花）
可攻略角色，柾鷹的妹妹，兩人並無血緣關係，會用名字稱呼柾鷹。感情淡薄，給人一種如同人偶般的感覺。
碧衣愁
可攻略角色，戀羽的表姐，學園中所設的教會的職員。

## 主題曲
片頭曲「floral Summer」
作詞：川崎海，作曲、編曲：八木沼悟志、川崎海，主唱：fripSide
片尾曲「Kissin'Me, Kissin'You」
作詞：RUCCA，作曲、編曲：，主唱：
大結局片尾曲「Let there be light」
作詞：山下慎一狼，作曲、編曲：松本慎一郎，主唱：中惠光城

## 評價
《花之天使的夏日戀歌》在Getchu.com舉辦的美少女遊戲大賞2016中獲得綜合部門第14名、音樂部門第4名、角色部門朱鷺坂七緒第9名。於2016年度「萌系遊戲大賞」獲得角色設計賞，並於年間排名獲得第12名。

## 外部連結
- 花之天使的夏日戀歌遊戲官網 （页面存档备份，存于）（日語）
- PS4、PSV版本遊戲官網 （页面存档备份，存于）（日語）